# Juditha azan
Pour les articles homonymes, voir Azan (homonymie).
Espèce
Juditha azan est un insecte lépidoptère appartenant à la famille  des Riodinidae et au genre Juditha.

## Taxonomie
Juditha azan a été décrit par John Obadiah Westwood en 1851 sous le nom de Nymphidium azan

### Sous-espèces
- Juditha azan azan; présent au Brésil.
- Juditha azan completa (Lathy, 1904); présent en Colombie, en Bolivie, au Pérou et au Brésil.
- Juditha azan majorina Brévignon & Gallard, 1998; présent en Guyane, en Guyana, au Venezuela, à Trinité-et-Tobago et au Brésil.

## Description
Juditha azan est un papillon à l'apex des ailes antérieures formant un angle bien marqué, de couleur blanche bordé d'ocre foncé sur le bord costal des ailes antérieures et sur le bord externe des ailes antérieures et postérieures d'une bordure ocre foncé porteuse d'une ligne submarginale de taches marron cernées d'une fine ligne blanche.

## Biologie
Sa biologie est mal connue.

## Écologie et distribution
Juditha azan est présent en Guyane, en Guyana, au Venezuela, à Trinité-et-Tobago, en Colombie, en Bolivie, au Pérou et au Brésil.

### Protection
Pas de statut de protection particulier